# Muhsin Al-Ramli
Muhsin Al-Ramli (Irak, 7 de marzo de 1967) es un escritor, poeta, traductor, hispanista y académico, escribe en árabe y en español. Reside en España desde 1995. Licenciado en Filología Española por la Universidad de Bagdad 1989. Doctorado en Filosofía y Letras, Filología Española Universidad Autónoma de Madrid 2003, tema de su tesis: Las huellas de la cultura islámica en el Quijote. Es uno de los más importantes novelistas y dramaturgos iraquíes y traductor de varios clásicos españoles al árabe. Hermano del escritor Hassan Mutlak (considerado, por algunos de los intelectuales iraquíes, como el «Lorca iraquí», que fue ahorcado por el régimen iraquí en 1990 por haber participado en un intento de golpe de estado). Fundador y coeditor de la revista cultural Alwah desde 1997. Desde 2004 es profesor en la Universidad de San Luis, Madrid. 

## Publicaciones

### - Libros de creación literaria
- Regalo del siglo que viene (Cuentos) 1995.
- En busca de un corazón vivo (Teatro) 1997.
- Hojas lejanas del Tigris (Cuentos) 1998.
- Migajas esparcidas (Novela) 2000/(Scattered Crumbs) 2003
- Las felices noches del bombardeo (Narración) 2003.
- Todos somos viudos de las respuestas (Poesía) 2005.
- Dedos de dátiles (Novela) 2008.
- Dormida entre soldados (Poesía) 2011.
- Naranjas de Bagdad y amor chino (Cuentos) 2011.
- Los jardines del presidente (Novela) 2012.
- Pérdida ganadora (Poesía) 2013.
- Adiós, primos (Novela) 2014.
- Los enigmas más bellos, poesía para niños, Ed. Sama Emiratos Árabes 2015.
- La loba del amor y de los libros (Novela) 2015.

### - Traducciones del español al árabe
- Entremeses, Miguel de Cervantes, Ammán 2001.
- Fuenteovejuna, Lope de Vega, Ammán 2001.
- Estudiante de Salamanca, José de Espronceda, Ammán 2002.
- Poetas españoles del Siglo de Oro, Antología, Ammán 2002.
- Cuentos españoles del Siglo de Oro, Antología, Damasco 2003.
- La realidad de la novela en el mundo contemporáneo, Varios autores, Emiratos Árabes 2002.
- Las catedrales del agua, Juan Massana. Bagdad 2005.
- Breve historia de la literatura española, Varios autores,(traducción compartida), Damasco 2006.
- Salah Niazi y las canciones para pueblos sin palomas, Ana Julia González Aswad. Bagdad 2007.
- Cien poemas colombianos, Antología de la poesía colombiana del siglo XX, Iraq 2014.
- La literatura española en su Siglo de Oro, Ensayo y antologías, Iraq 2015.

### - Traducciones del árabe al español
- Asientos, poemas seleccionados de Ibrahim Nasralah, Madrid 2001.
- Antología de Babel, Ed. Odisea, Madrid 2003.
- A las orillas del Tigris,(traducción compartida) Ed. Ministerio de la Cultura, Venezuela 2006.
- Armas de expresión masiva, antología de la poesía iraquí actual, Ed. Arquitrave, Colombia 2008.
- Vida usada, poemas seleccionados de Salah Hassan, Ed. Uni. de Costa Rica 2008.
- Lo que queda del reproche, poemas seleccionados de Nujoom Alghanem, Ed. Verbum, Madrid 2014.

### - libros colectivos (en español y otros idiomas)
- La paz y la palabra / letras contra la guerra, junto con José Saramago, Ernesto Sabato, Pedro Almodóvar y otros. Ed. Odisea, Madrid 2003.
- El espacio de las palabras (Traducción y voz del CD-Rom), Ed. Fundación Tres Culturas del Mediterráneo, Sevilla 2003.
- Iraquíes / Abu Nuwas y otros, Ed. Miguel Gómez Ediciones, Málaga 2003.
- Poemas de la resistencia del pueblo de Irak y Palestina, Ed. La espada y la pluma, Bogotá 2004.
- Poemas para resistir y construir un mundo diferente, Ed. Medellín - Colombia 2004.
- La maldición de Gilgamesh (Antología poética), (en español y en catalán), Ed. La tempestad, Barcelona 2005.
- El hidalgo fuerte; Siete miradas al Quijote, (en español y francés), Ed. Círculo Cultural Español Antonio Machado, Luxembourg 2005.
- Teatro, religión y sociedad, Valencia 2005.
- Antología de poemas en homenaje a la República, Ed. Entreparéntesis, Málaga 2006.
- Litrature from the “Axis of evil”, Ed. The New Press, New York 2006.
- A las orillas del Tigris, Ed. Ministerio de la Cultura, Venezuela 2006.
- Selecciones de la poesía árabe contemporánea, (en árabe), Ed. Al-haraka Alshirya, México 2006.
- El teatro árabe; su trayectoria y sus retos, Ed. M. de Cultura, Argelia 2007.

## Galardones
- De los escritores jóvenes, Bagdad 1988, por su relato El último encuentro con un amigo.
- De los escritores jóvenes, Bagdad 1989, por su relato Un accidente de copia.
- De la revista (Oriente Medio), Londres 1996, por su relato Soy el más alto y triste entre vosotros.
- De la Universidad de Arkansas 2002 (EE.UU.), por la versión inglesa de su novela Migajas esparcidas (Scattered Crumbs).
- Su novela Dedos de dátiles ha sido finalista al premio internacional Booker de la novel árabe del 2010.

## Otros datos
- Miembro de la Asociación de traductores iraquíes desde el año 1992.
- Miembro de la Asociación colegial de escritores y traductores de España.
- Miembro de la Asociación de escritores y artistas españoles.
- Miembro de la Asociación de corresponsales de prensa iberoamericana.
- Salió de Irak en enero de 1993 y residió en Jordania durante dos años.
- Su obra En busca de un corazón vivo fue interpretada y representada en los Festivales de Teatro en Jordania 1993, Kuwait 2005 (cuatro premios), Omán 2006, Egipto 2006 y en Arabia Saudita 2007.
- Periodista y redactor de prensa en Irak y Jordania, entre los años 1988 y 1994.
- Publicación de varios artículos sobre asuntos literarios. (en árabe y español).
- Traducción de más de cien textos literarios cortos del español al árabe: narrativa, crítica, teatro, entrevistas, poesía, etc.
- Profesor de Lengua árabe y Educación islámica en el Colegio Iraquí de Madrid, años 1995 - 1996.
- Guionista de una serie de televisión, Bagdad 1988, y de un largometraje de cine, Madrid1996.
- Co-redactor y presentador del programa La ventana del inmigrante, TV 4Caminos, Madrid 1996 - 97.
- Corresponsal de varias revistas culturales del mundo árabe, 1988 - 1999.
- Participación en varias conferencias, congresos, festivales y encuentros culturales internacionales en: Irak, Jordania, Marruecos, Kuwait, Luxemburgo, Qatar, Colombia, Argelia, Libia y España.
- Varias conferencias sobre la literatura iraquí, árabe, La traducción, El Quijote..etc. en las Universidades Autónoma y Complutense de Madrid y en la Feria del Libro de Madrid 2003. y en la Escuela Superior de Arte Dramático de Valencia 2004.
- Algunos textos suyos han sido traducidos al: inglés, español, alemán, francés, turco, italiano, ruso, portugués, albano, catalán, finlandés y kurdo.
- Columnista en el suplemento cultural del diario sirio Al-thawra.
- Se realizó sobre su vida y su obra un documental de 30 minutos del canal árabe: ALJAZEERA. Se retransmitió el 09/07/2009, visto por 40 millones de espectadores.
- Se realizó sobre él un cortoreportaje titulado (Palabras para Irak), en el programa (Babel en TVE) de la televisión española. Se retransmitió el 07/12/2009

### Videos
En TVE
Un poema de Al-Ramli
En TV. ALJAZEERA
Y la traducción del texto del documental sobre Al-Ramli en tv. Aljazeera

### Textos de Muhsin Al-Ramli

#### Relatos
1- La televisión tuerta
2- Risueña Noche de Bombardeo

#### Poesía
8 Poemas
2 Poemas
Después de la lluvia (Sonido) Archivado el 4 de marzo de 2016 en Wayback Machine.

#### Teatro
Monodrama: EN BUSCA DE UN CORAZÓN VIVO

#### Artículos
Sobre el teatro iraquí

## Otros enlaces

### Entrevistas
• Entrevista de Amir Valle 
• Entrevista de Rubén Sáez y César González Álvaro
• Entrevista de Martín López-Vega
• Entrevista de Manuel Espín
• Entrevista de Mónica Sánchez
• Entrevista de Inés Martín Rodrigo
• Entrevista de Paca Rimbau Hernández
• Entrevista I de Isabel Sánchez
• Entrevista de Manuel Romero
• Entrevista de Majo Siscar 
• Entrevista de Agustín de Gracia
• Entrevista de Javier Solórzano
• Entrevista de EFE
• Entrevista de Antonio Olvera 

### Reseñas
Por Manuel Francisco Reina
Por Amir Valle 
Por Rafael Cabañas Alamán
Por Francisco Cenamor
Por Xelo Candel (enlace roto disponible en Internet Archive; véase el historial, la primera versión y la última).

### Otros
Por EL INFORMADOR / Edna Montes: Muhsin considera que Oriente entiende mejor a Occidente, que a la inversa
RED MUNDIAL DE ESCRITORES EN ESPAÑOL 
Casa Árabe en la Feria del Libro de Guadalajara 
- Datos: Q311592
- Multimedia: Muhsin Al-Ramli / Q311592